# Jean Carbonne
Pour les articles homonymes, voir Carbonne.
Pas d'image ? Cliquez ici

a Compétitions nationales et continentales officielles uniquement.

b Matchs officiels uniquement.
Dernière mise à jour le 10 juin 2025.
Jean Carbonne, né le 6 novembre 1902 à Sorède où Cerbère (France) et mort le 13 décembre 1952 à Perpignan (France), est un joueur international français de rugby à XV. Durant sa carrière, il joue notamment avec l'US Perpignan au poste de demi de mêlée.

## Biographie
Jean Carbonne naît le 6 novembre 1902 à Sorède où Cerbère en France, selon les sources.
En mai 1922, il est sélectionné dans une sélection du sous-comité du Languedoc de rugby à XV. À ce titre, il participe à un match contre l'Union sportive thuirinoise, championne du Languedoc de 2e série en titre. Thuir gagne le match 4 à 3. En décembre suivant, il participe à des tests avec Noël Sicart, Vincent Graule et Marcel Darné en vue d'intégrer l'équipe première. La paire Carbonne-Sicart est la plus appréciée.
En août 1923, il signe une licence pour rejoindre l'US Perpignan en vue de la saison 1923-1924.
Après un match de pré-sélection à l'École de Joinville où il se distingue, il est retenu dans l'équipe de France militaire, en vue d'un match contre la sélection militaire anglaise,,. Devant plus de 10 000 personnes et malgré une bonne première mi-temps, l'armée britannique s'impose 21 à 17. En 1924, il participe à la finale du Championnat de France, il est titulaire face à l'équipe du Stade toulousain qui l'emporte 3 à 0.
En fin de saison suivante, après une première finale terminée par un match nul à la suite d'une prolongation, il est de nouveau titulaire en finale du Championnat de France. Cette fois-ci, son équipe s'impose 5 à 0,,.
En janvier 1926, il participe à un match opposant les champions en titre perpignanais contre les actuels leaders du championnat, le CASG. En mars suivant, il joue contre le Toulouse olympique employés club. Perpignan gagne 19 à 6 et décroche sa qualification en demi-finale. Il participe donc à la demi-finale du Championnat de France contre le Stadoceste tarbais. L'US Perpignan l'emporte de six points. Pour la finale du Championnat de France contre le Stade toulousain, il est présenté comme ayant « la plus belle passe directe ou renversée du moment ». Cependant, les Toulousains s'imposent 11 à 0,. On apprend également la même année qu'il est comptable à la Compagnie du Midi. Il est également décrit ainsi : « Excellent dans sa passe renversée, très courageux ».

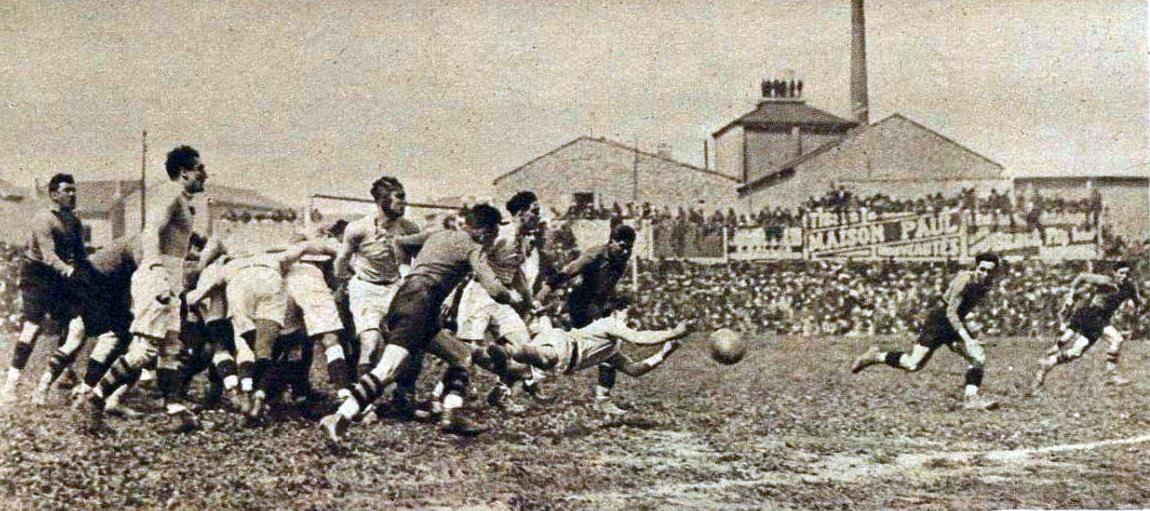
Une sortie de mêlée du demi de mêlée perpignanais Jean Carbonne (Championnat de France 1924-1925).

En octobre 1926, dans le cadre du Championnat du Languedoc, il affronte l'US Quillan. Le match se conclut par un score nul, 3 à 3. En février 1927, il est annoncé comme étant sélectionné par l'équipe de France pour un match contre le pays de Galles, pour le Tournoi des Cinq Nations. Il honore donc, le 26 février, son unique cape avec les Bleus. Le match se termine par une défaite française sur le score de 25 à 7. Le 20 mars suivant, il participe, en quart de finale du Championnat de France, au célèbre match contre l'US Quillan, qui cause le décès du talonneur quillanais, Gaston Rivière après une commotion. Perpignan s'impose 22 à 3,,.
En août 1927, comme employé par la Compagnie du Midi, il est nommé à la Gare de Bordeaux-Saint-Jean. Il prend alors le capitanat de l'AS du Midi.
Bien qu'annoncé en 1928 comme retournant à l'US Perpignan, le joueur fait part de son envie de rejoindre l'Aviron perpignanais ou les Whites Devils. Cependant, sa licence ayant été envoyée à l'US Perpignan, des doutes subsistent sur la possibilité du transfert. De même, sa licence envoyée à un club de Cerbère est annulée et il joue de nouveau pour l'US Perpignan. Il rejoint donc brièvement l'Association sportive cerbérienne.
Il prend sa retraite sportive vers 1929-1930. En 1933, résidant à Perpignan, il est annoncé ayant encore une bonne forme.
Jean Carbonne meurt le 13 décembre 1952 à Perpignan, alors âgé de 50 ans.

## Statistiques en équipe nationale
Jean Carbonne compte une cape avec l'équipe de France, le 26 février 1927 contre le pays de Galles lors du Tournoi des Cinq Nations.
| Année | Compétition              | Matchs | Points | Essais |
| ----- | ------------------------ | ------ | ------ | ------ |
| 1927  | Tournoi des Cinq Nations | 1      | -      | -      |
| Total | Total                    | 1      | 0      | 0      |

## Palmarès
- Finaliste du Championnat de France en 1924 et en 1926 avec l'US Perpignan[2].
- Vainqueur du Championnat de France en 1925 avec l'US Perpignan[note 1],[2].